# 성주경
성주경(成周絅, 1862년 1월 22일 ~ 1938년 12월 15일)은 한국의 귀족으로, 본관은 창녕, 본적은 경성부 통인정이며 성기운 조선귀족 남작의 아들이다.

## 학력
- 조선시대 문과 급제
- 프린스턴 대학교 정치학 학사
- 프린스턴 대학교 대학원 정치학 석사

## 생애
1914년 6월 10일 일본 정부로부터 남작 성기운(성주경의 아버지)의 사자(嗣子)로서 종5위에 서위되었고 1925년 2월 16일 자신의 아버지였던 성기운이 받은 남작 작위를 승계받았다. 1930년 1월 22일 창복회(昌福會)로부터 1월 교부금을 받았으며 이와 동시에 정5위에 서위되었다. 1932년 11월 15일 일본 정부로부터 종4위에 서위되었으며 그의 작위는 아들 성일용이 습작했다.
친일파 708인 명단의 조선귀족 부문, 민족문제연구소의 친일인명사전 수록자 명단의 수작/습작 부문, 친일반민족행위진상규명위원회가 발표한 친일반민족행위 705인 명단에 포함되었다.

## 가족 관계
- 할아버지 : 성의익(成義益)
  - 아버지 : 성기운(成岐運)
    - 부인 : ?
      - 아들 : 성일용(成一鏞)

## 참고 문헌
- 친일반민족행위진상규명위원회 (2009). 〈성주경〉. 《친일반민족행위진상규명 보고서 Ⅳ-8》. 서울. 450~453쪽.